# George Palmer Putnam

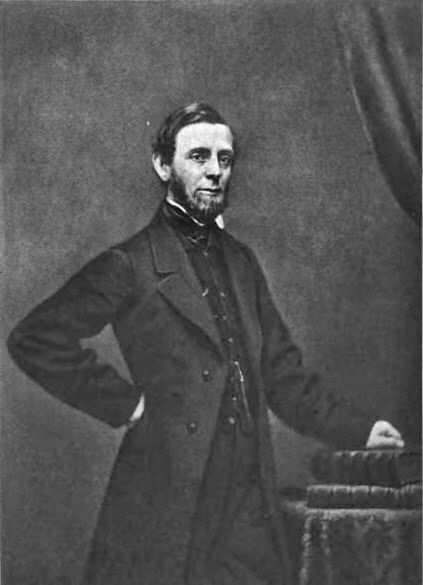
George Palmer Putnam.

George Palmer Putnam, född 7 februari 1814 i Brunswick i Massachusetts (i nuvarande Maine), död 20 december 1872 i New York, var en amerikansk bokförläggare och författare.
Putnam grundlade 1852 den spridda tidskriften Putnam's Magazine och nedlade mycket arbete på strävandena för internationell litterär äganderätt. En levnadsteckning över Palmer utgavs 1912 av hans son, George Haven Putnam.